# ヴォルフガング・ドレムラー
ヴォルフガング・ドレムラー（Wolfgang Dremmler、1954年7月12日 -）は、ドイツ・ザルツギッター}出身の元サッカー選手。西ドイツ代表。ポジションはDF, MF。

## 経歴
西ドイツ代表では27試合に出場。1982年のFIFAワールドカップ・スペイン大会にも出場した。FCバイエルン・ミュンヘンでは4度のリーグ優勝、UEFAチャンピオンズカップ準優勝などに貢献した。

## タイトル
- 1.FCバイエルン・ミュンヘン
  - ブンデスリーガ : 1979–80, 1980–81, 1984–85, 1985–86
  - ポカール : 1981–82, 1983–84, 1985–86;

- 西ドイツ
  - FIFAワールドカップ準優勝 : 1982